# Inklináció

Ábra az égitest pályaelemeihez. A P1 és P2 síkok által bezárt szög (i) az inklináció

Az inklináció vagy pályahajlás egy égitest vagy mesterséges égitest (űrhajó, műhold stb.) pályájának a koordináta-rendszer alapsíkjával bezárt szöge.
- egy műhold vagy hold esetén a pályasík és az egyenlítő síkja által bezárt szög
- egy naprendszerbeli bolygó esetén a bolygó pályasíkja és az ekliptika (a Föld pályasíkja) által bezárt szög

Az inklináció az inclinatio latin szóból ered, melynek jelentése hajlás, hajlat, elhajlás (és persze hajlam, hajlandóság is).

## Számítása
Az asztrodinamikában az {\displaystyle i\,} inklinációt a következőképp számítják ki:
{\displaystyle i=\arccos {h_{\mathrm {z} } \over \left|\mathbf {h} \right|}\,}
ahol:
- {\displaystyle \mathbf {h} \,} a pályasíkra merőleges pályaimpulzus-vektor.
- {\displaystyle h_{\mathrm {z} }\,} a {\displaystyle \mathbf {h} \,} z-komponense,

## Jelölése
- {\displaystyle i\,}: inklináció, (inclination), értéke °-ban (deg) adandó meg.